# Дом полковой канцелярии (Козелец)
Дом полковой канцелярии или Дом, в котором в январе 1919 года был расположен штаб Богунского полка (укр. Київська полкова канцелярія) — памятник архитектуры национального значения и памятник истории местного значения; памятник гражданской архитектуры XVIII века в Козельце, одно из двух сохранившихся административных зданий канцелярий казачьих полков.

## История
Здание построено в 1756-1765 годах по заказу полковника Киевского казачьего полка Ефима Дарагана по проекту и под руководством архитектора А. В. Квасова. В создании лепного декора участвовал архитектор И. Григорович-Барский. В 1765-1781 годах в нем находилась канцелярия Киевского полка, а после отмены полковой системы в 1781 году — Козелецкий магистрат. С 1860-х годов до 1917 года здесь находилось Козелецкое уездное земство.
21 января 1918 года в Козельце была установлена Советская власть, но в начале марта 1918 года его оккупировали немецкие войска (которые оставались здесь до ноября 1918 года). В дальнейшем город находился в зоне боевых действий гражданской войны, но 23 января 1919 года Советская власть была восстановлена. В декабре 1919 года в доме размещался Богунский полк — в 1973 году установлена мемориальная доска Богунскому полку (ныне демонтирована).  
В 1919-1941 в доме располагались органы НКВД УССР; в подвале была устроена тюрьма[уточнить].
В ходе Великой Отечественной войны дом был поврежден, во время немецкой оккупации (11 сентября 1941 - 17 сентября 1943) в здании находилось гестапо. Летом 1954 года его исследовали, обмерили и сфотографировали С. Таранушенко и архитектор П. Макушенко. В 1958 году проведен капитальный ремонт, после чего здание было передано центральной районной детской библиотеке.
Постановлением Кабинета Министров УССР от 24.08.1963 № 970 «Про упорядочение дела учёта и охраны памятников архитектуры на территории Украинской ССР» («Про впорядкування справи обліку та охорони пам’ятників архітектури на території Української РСР») присвоен статус памятник архитектуры национального значения с охранным № 844 под названием Дом полковой канцелярии. Решением исполкома Черниговского областного совета народных депутатов от 17.11.1980 № 551 дому присвоен статус памятник истории местного значения с охранным № 783 под названием Дом, в котором в январе 1919 года был расположен штаб Богунского полка, ныне для памятника истории используется название Дом полковой канцелярии Киевского полка. Была установлена мемориальная доска, ныне демонтирована.

## Архитектура

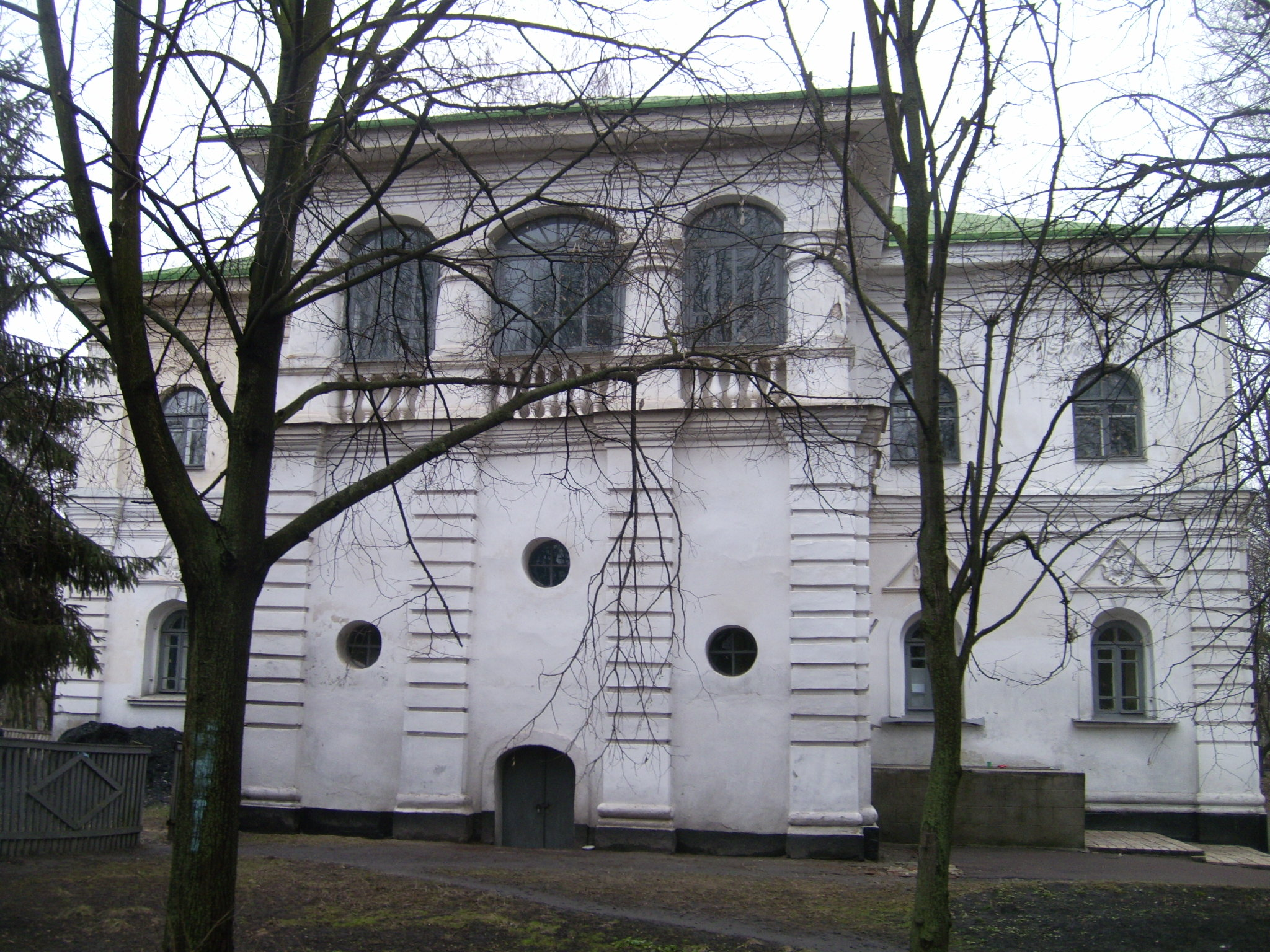
Фасад

Двухэтажное с подвалом каменное здание, располагается в переходной стилистике от барокко до рококо, расположенное в центре города посреди парка возле собора Рождества Богородицы и является архитектурным акцентом среди застройки. В течение XIX в. произошли незначительные изменения во внутренней планировке дома, изменена крыша, которая первоначально была покрыта гонтом, заложены некоторые оконные и дверные проемы и создана новая, застекленная открытая лоджию-галерея на втором этаже дома.

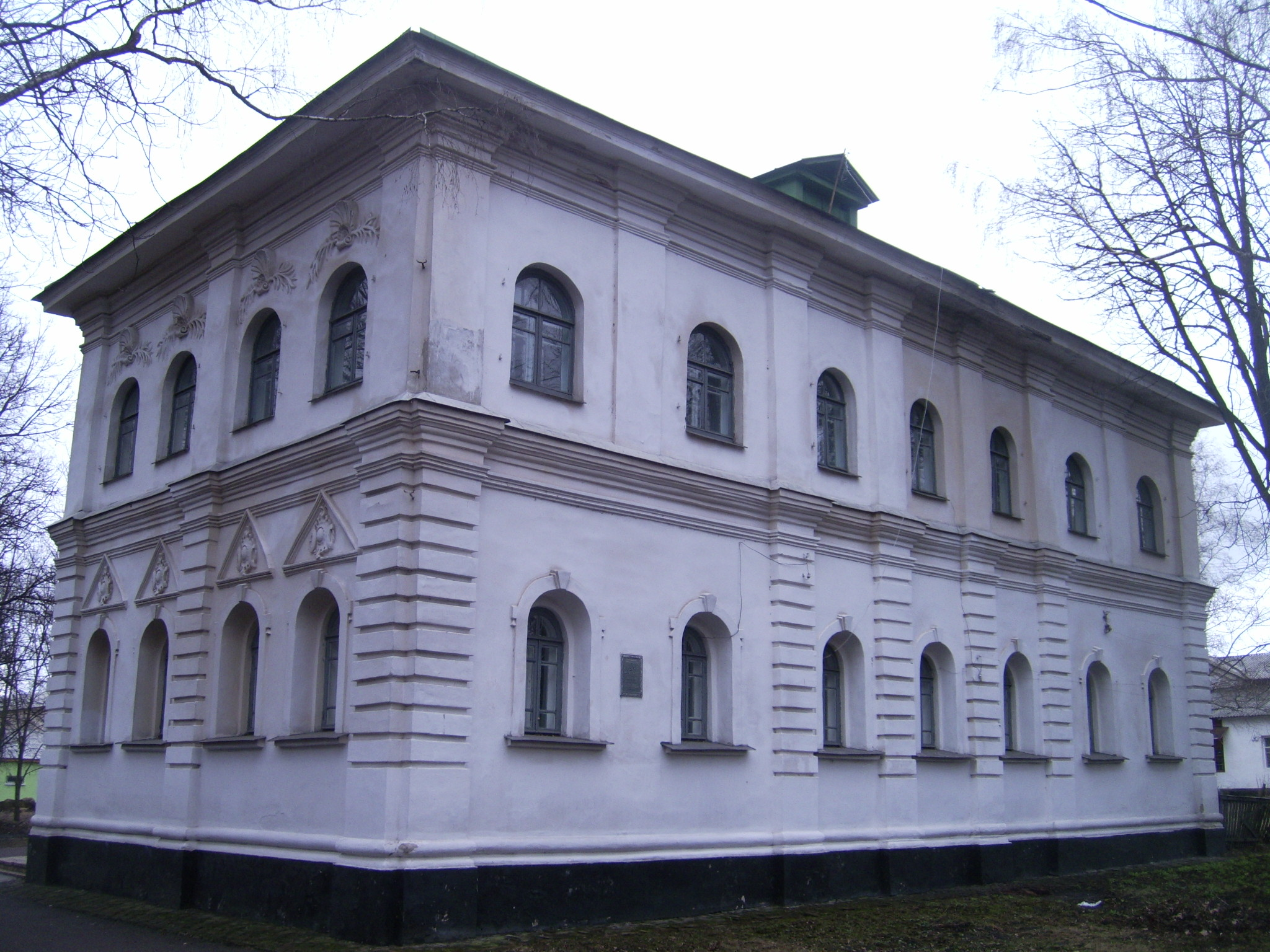
Вид с тыла

Здание канцелярии прямоугольное в плане (соотношение сторон 2:1), с выступающим ризалитом на лицевом фасаде, выполняющим функции закрытого крыльца: там находится лестница на второй этаж и в подвал. На втором этаже ризалита — открытая лоджия-галерея, решена в виде аркады с приземистыми колоннами и балюстрадой. Этот элемент придает живописность сдержанно декорированному фасаду. Стены разделены пилястрами, рустованными на первом этаже, гладкими — на втором. Больших размеров окна имеют полуциркульные перемычки. На первом этаже окна окаймленные «ушастыми» наличниками с выделенным замковым камнем, над которыми треугольные сандрики с лепным горельефным орнаментом (растительные и геральдические мотивы). Окна второго этажа без наличников, увенчаны лепными раковинами с гирляндами. Пластическим акцентом главного фасада была большая горельефная композиция на первом этаже ризалита, включающая имперского двуглавого орла и военную арматуру (не сохранилась). Стены ризалита на первом этаже прорезаны круглыми оконными проемами. Активную пластическую роль играют подвенечные и междуэтажные карнизы.
Внутренними стенами здание разделено на пять комнат, сгруппированных вокруг сеней, прилегающих к крыльцу. Все помещения первого и второго этажей перекрыты цилиндрическими или сомкнутыми сводами. В восточной половине здания есть подвал, состоящий из нескольких камер, перекрытых сводами и освещенных с помощью окон, расположенных на уровне цоколя. Стены кирпичные на известковом растворе, оштукатурены и побелены. Пол из досок. Крыша вальмовая, по деревянным стропилам, покрытая кровельной сталью. Первоначально дом отапливался двумя печами.